# Combate do Jaguari
O combate do Jaguari foi um confronto naval na Guerra do Paraguai entre flotilhas brasileira e paraguaia, ocorrido no dia 23 de março de 1866 na foz do rio Jaguari, rio Paraná. Na ocasião, a bordo do vapor Cisne, estavam o almirante Tamandaré, os generais Osório, Mitre e Flores. O navio estava escoltado pelo couraçado Tamandaré, canhoneiras Beberibe e Henrique Martins, e estavam em uma missão de reconhecimento no rio Paraná até a foz do Jaguari. Porém, às onze horas da manhã, o vapor paraguaio Gualeguai e uma chata rebocada encontraram a flotilha brasileira no Jaguari e imediatamente iniciaram o bombardeio contra estes, sem causar-lhes dano. Apenas o Tamandaré encalhou na ilha de Itapiru. Apesar do confronto, o reconhecimento da região mostrou-se útil ao aliados, pois definiu-se o futuro local para o desembarque das tropas da tríplice aliança que dariam início a invasão do território paraguaio.

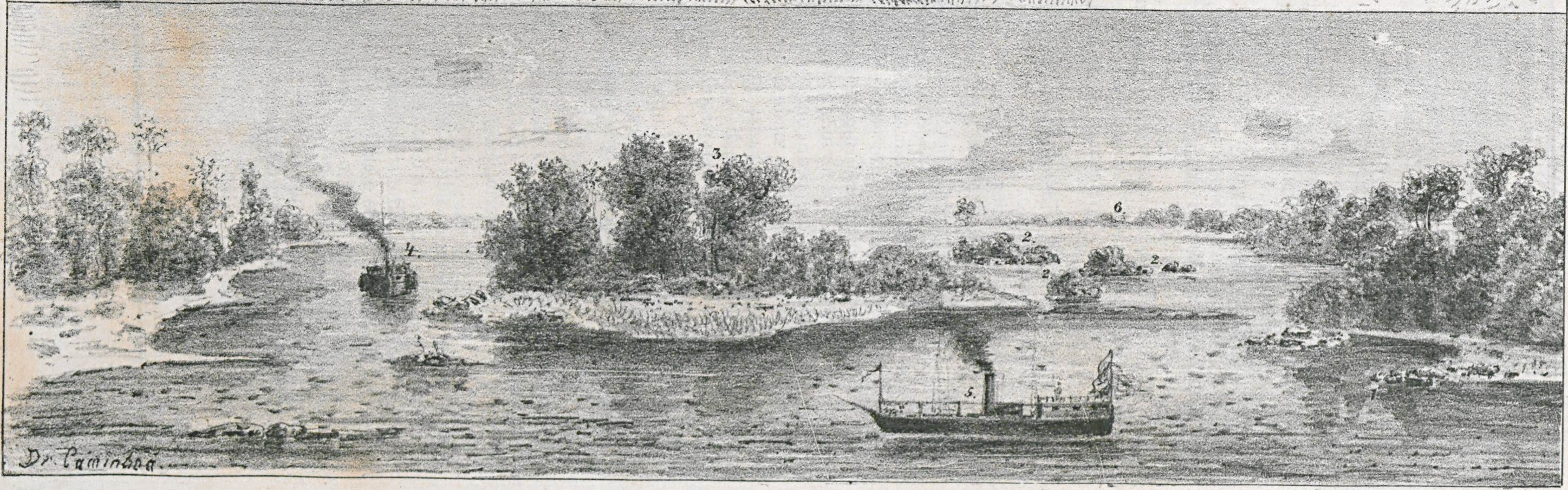
Passo do Jaguari (23 de março de 1866): Exploração do Henrique Martins, Tamandaré, Mearim e Cysne, com o conselheiro Octaviano, o visconde de Tamandaré e o general Mitre (Semana Ilustrada, 1866).